# Liga a III-a 2025-2026
Liga a III-a 2025-2026 va fi cel de al 70-lea sezon al Ligii a III-a, a treia divizie a fotbalului românesc. Sezonul va începe în august 2025 și se va termina în mai 2026.
Acest sezon vine cu un format nou, care include 96 de echipe: câte douăsprezece echipe împărțite în opt serii.